# Ectocyclops hirsutus
Ectocyclops hirsutus – gatunek widłonoga z rodziny Cyclopidae. Nazwa naukowa gatunku została po raz pierwszy opublikowana w 1930 roku przez niemieckiego zoologa Friedricha Kiefera.